# FS ALb 64
 (janvier 2022).
L'autorail FS ALb 64 série 100 est un groupe d'autorails à moteur essence conçu et construit par FIAT Sezione Materiale Ferroviario pour le transport des voyageurs sur le réseau italien des FS Ferrovie dello Stato et mis en service en 1934. 
Une version avec moteur diesel Fiat ALn 64, dérivée de l'original à essence a été créée spécialement pour la ligne à crémaillère Paola - Cosenza en Calabre.

## Histoire
Les 48 autorails du groupe ALb 64, immatriculés par les F.S. sous les numéros 101 à 148, ont été fabriqués dans les usines FIAT de Turin durant les années 1933 et 1934. Leur mise en service immédiate a permis d'améliorer l'offre de transport sur les lignes interrégionales rapides du nord de l'Italie. Ils appartiennent à la grande famille des autorails que l'Italie a nommé Littorina. Ce groupe vient compléter la première série FS ALb 56, sortie quelques mois plus tôt mais ne comportant que 56 places assises.
Dès 1934, le nombre de places assises est ramené de 64 à 56, sans pour autant modifier la dénomination des unités, en raison de l'augmentation importante du compartiment postal sécurisé.

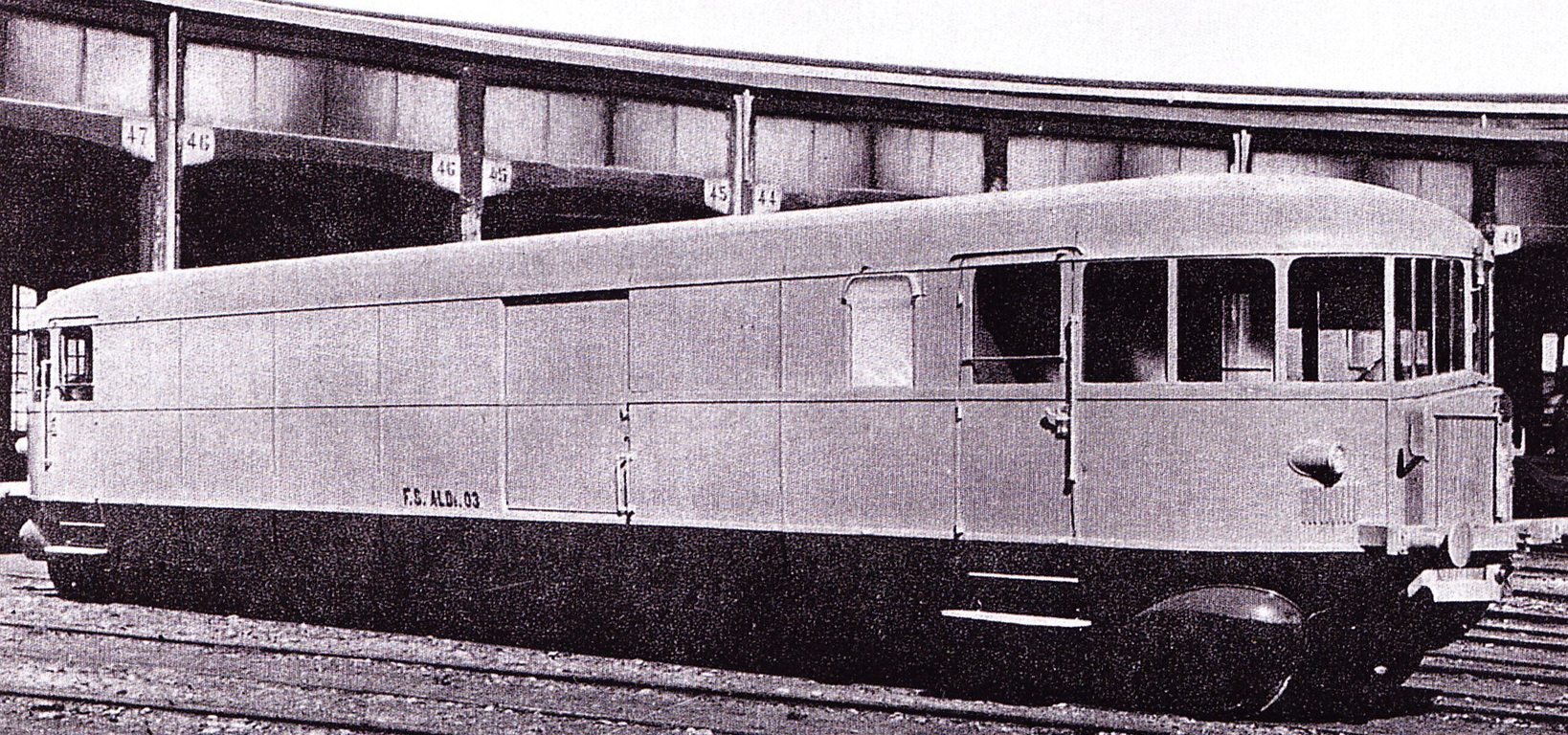
Fiat ALHb 64 réfrigérée pour le transport du poisson

En 1940, les trois unités ALb 64.106, 116 et 140 sont transformées en fourgon réfrigéré pour le transport du poisson frais des ports de l'Adriatique en destination de Rome et Milan notamment, tout en desservant les grandes villes intermédiaires. Chaque autorail pouvait transporter jusqu'à cinq tonnes de poisson dans des cuves de 75 m3. Ces autorails ont été immatriculés FS ALHb 64.106, 116 & 140. 
À partir de 1941, en pleine période de guerre, les moteurs de ces autorails ont été transformés pour fonctionner au méthane pour pallier les difficultés d'approvisionnement en essence, alors que plusieurs gisements de méthane étaient exploités dans la plaine du Po.
Tout le groupe ALb 64 a été radié entre 1946 et 1950. Aucune unité n'a été sauvegardée.

## Caractéristiques techniques
Les autorails ALb 64 reprennent la conception des premiers modèles ALb 48, rapides et économiques, utilisés sur les lignes planes de la plaine du Po au nord de l'Italie. Ils comportent toutefois quelques petites modifications dans leur mécanique. Longtemps les FS ont favorisé la motorisation essence du fait de son prix inférieur, à l'époque. Ces autorails étaient dotés d'un puissant moteur essence Fiat 255, 6 cylindres en ligne de 9.972 cm3 développant 125 cv à 2.000 tr/min. La vitesse maximale était bridée à 110 km/h, une vitesse élevée pour l'époque. 